# Conraad Ulrich van Hoensbroeck-Geul

Familiewapen
van Hoensbroeck

Conrad Ulrich Hoen ook bekend als Conraad Ulrich van Hoensbroeck-Geul (1590 - Kasteel Geulle, 12 april 1652) was een edele uit het Huis Hoensbroeck. Hij was de zoon van Wolter II van Hoensbroeck-Geul (1555-1631) en Ursula Schetz van Grobbendonck uit de Duitse patriciërsfamilie Schetzenbergh.
Hij was baron van Hoensbroeck-Geul, tweede heer van Geul van 1631 tot 1652 en heer van Cadier, voogd en landheer der lenen van het Land van Valkenburg, commissaris van de Ridderschap van de Staten van het Land van Valkenburg en bewoner/eigenaar van het kasteel Geulle. 
In 1626 (ver)bouwde hij samen met zijn vader de vervallen St. Martinuskerk van Geulle. De familie Hoen was zeer gecharmeerd van de plek aan de Maas en liet er daarom, waarschijnlijk als vervanging van een bestaande oude burcht, het kasteel Geulle bouwen.
Hij trouwde in Brussel op 7 november 1613 met Isabella de Haudion overleden in Geulle op 11 mei 1640. Zij was een zuster van de achtste bisschop van Brugge Nicolaas de Haudion en dochter van jonkheer Pierre de Haudion heer van Gibrechies en oud-krijgsman in vrijwillige dienst en Florence van Bermicourt.
Coenraad Ulrich bouwde met zijn echtgenote het kasteel Geulle, dat in 1631 voltooid werd. Uit dit huwelijk zijn geboren:
- Wolter Frans van Hoensbroeck-Geul (1616-1675)
- Ursula Agnes van Hoensbroeck-Geul (1617-1682)
- Anna Maria Alexandrina van Hoensbroeck-Geul (ca. 1620-)
- Maria Margaretha van Hoensbroeck-Geul, gedoopt te Geulle op 12 november 1625.
- Antonius Candidus van Hoensbroeck-Geul (1630-1693)  Antonius Candidus, Graaf van Hoensbroek-Geul, huwt met Anna van Berghe Trips, die Kasteel Oost bij Eijsden inbrengt. Antonius Candidus verheft de heerlijkheid Oost, waarna hij zich Graaf van Hoensbroek-Oost laat noemen. Uit deze tak stamt o.a. Cesar Constantin Frans, graaf van Hoensbroek-Oost, de latere prins-bisschop van Luik (1784-1792).

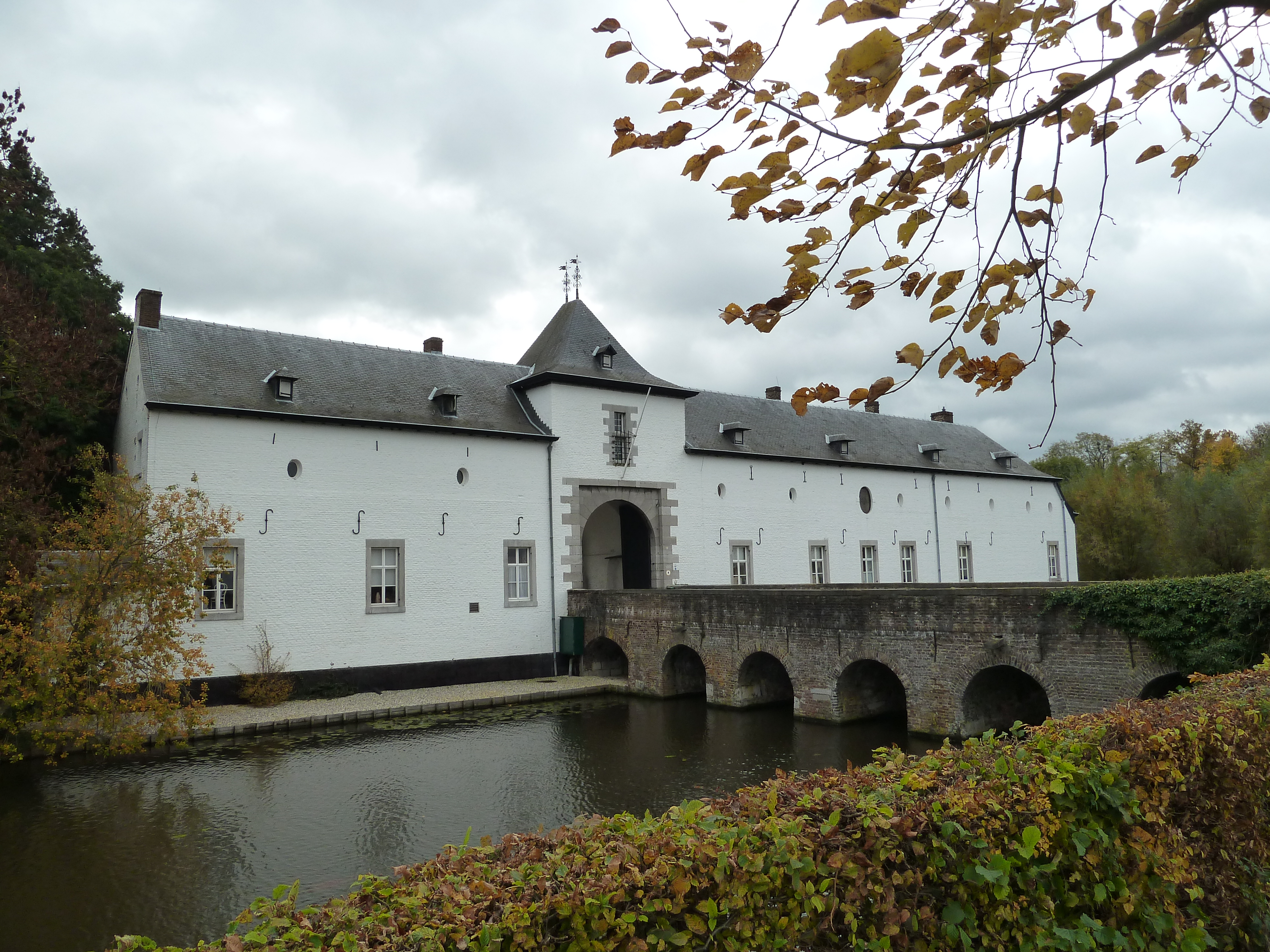
Kasteel Geulle (2010)
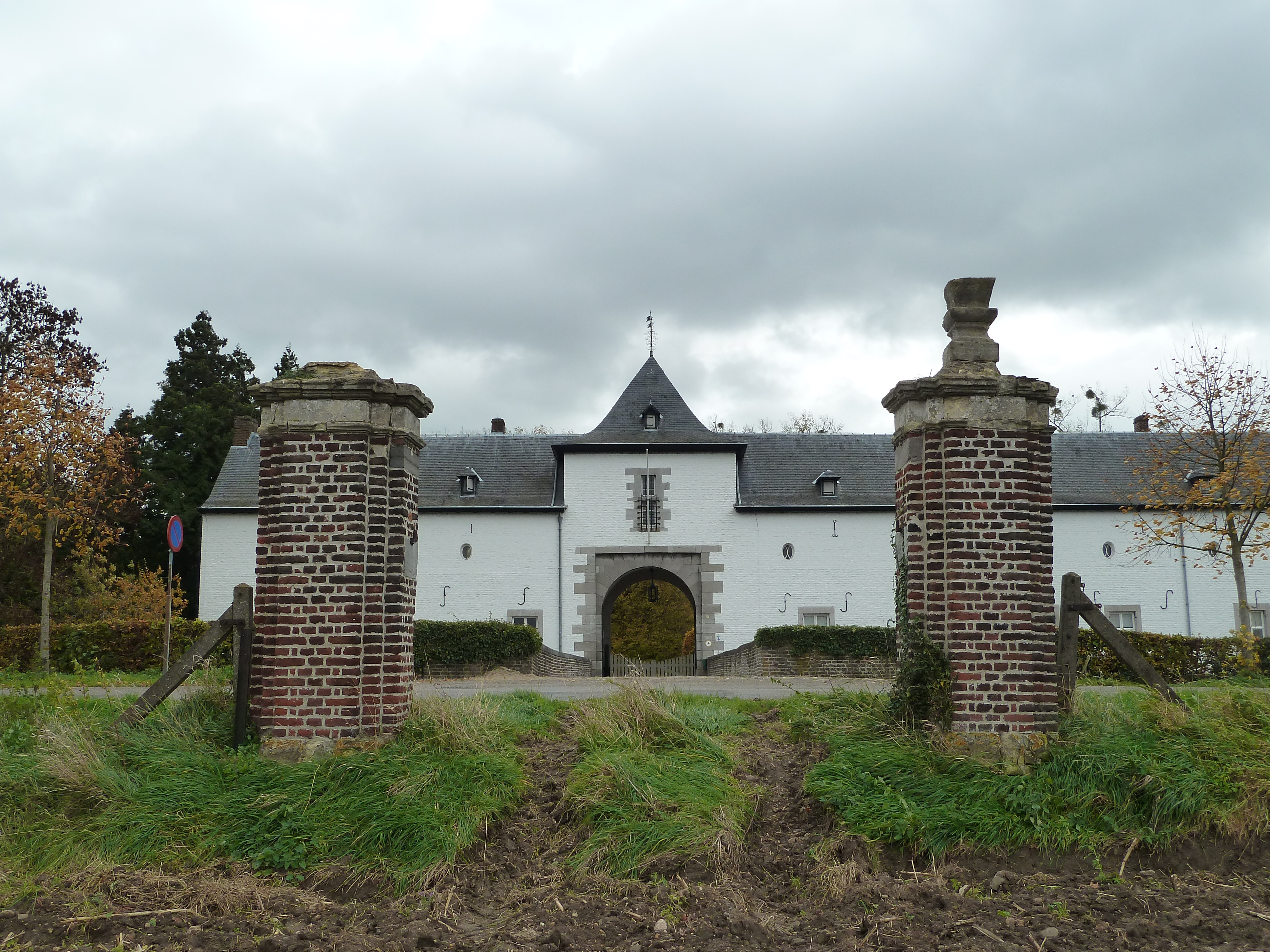
Kasteel Geulle (2010)
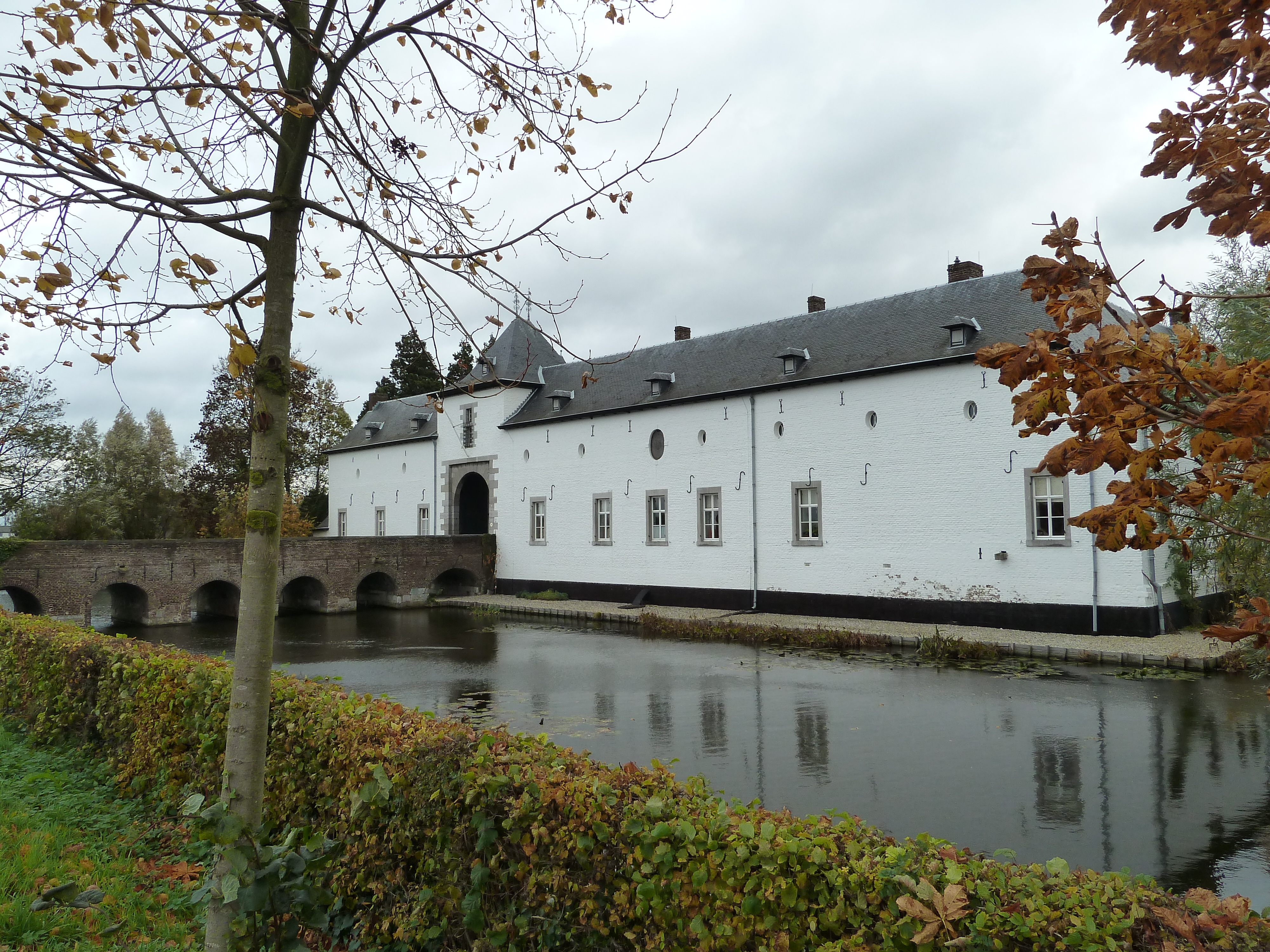
Kasteel Geulle (2010)